# Jermain Defoe
Jermain Defoe (født 7. oktober 1982 i Beckton, London) er en engelsk, tidligere landsholdsspiller, i fodbold, der spillede som angriber. Tidligere har han bl.a. spillet for AFC Bournemouth, West Ham United FC, Charlton Athletic FC, Rangers, Portsmouth FC, Tottenham Hotspur og Toronto F.C.